# Ricardo Orrego
Ricardo Orrego Arboleda (Manizales, 8 de febrero de 1975) es un comentarista y periodista deportivo colombiano, actualmente es periodista de deportes de Noticias Caracol y comentarista del Gol Caracol y Blu Radio.

## Trayectoria
Graduado del Colegio Mayor de Nuestra Señora, Ricardo Orrego inició su carrera como periodista deportivo en 1992 primero para el canal regional Telecafé donde presentaba el Noticiero TVA y en 1995 pasó a UNC Noticias, después en 1998 se trasladó a Bogotá para presentar la sección deportiva del Noticiero Nacional y de En Vivo 9:30 (ambos informativos del Canal A), y posteriormente en el 2000 pasó a ser parte del equipo deportivo de Noticias Caracol y del Gol Caracol. Actualmente es jefe de deportes de Noticias Caracol y en radio hace parte de Blu Radio.

## Estilo
Su estilo periodístico es ágil ya que gracias a su voz puede alcanzar a tener un buen comentario sobre los partidos de fútbol.
Su carisma y sencillez para hablar de fútbol lo han hecho merecedor de la aceptación y reconocimiento por parte del público..

## Filmografía
En 2016 Ricardo participó en la Teletón 2016 siendo como Telefonista para beneficiar a la comunidad con discapacidad del país y la creación y manutención de una red de centros de rehabilitación en Colombia.

## Premios y nominaciones
| Año  | Premiación                    | Trabajo nominado | Categoría                     | Resultado | Ref.  |
| ---- | ----------------------------- | ---------------- | ----------------------------- | --------- | ----- |
| 2017 | XXXIII Premios India Catalina | Gol Caracol      | Mejor presentador de deportes | Nominado  | [ 3 ] |